# Zlinszky János
Gyóni Zlinszky János (Budapest, 1928. március 7. – 2015. június 18.) jogtudós, egyetemi tanár, az állam- és jogtudomány akadémiai doktora (1990). Az 1990. január 1-jén működését megkezdő Alkotmánybíróság tagja volt 1998-ig, 70. életéve betöltéséig. Kutatási területe a római jog volt.

## Életpályája
1951-ben végzett, de hat évig építőmunkásként dolgozott és csak 1957-ben szerezte meg diplomáját. 1957 és 1968 között vállalati jogász, 1968-tól 1982-ig ügyvéd volt. 1982 őszétől római jogot adott elő a Miskolci Egyetemen. 1990-ben egyetemi tanár és a Jogtörténeti és Jogelméleti Intézet igazgatója lett.
1990-től 1998-ig a magyar Alkotmánybíróság bírája volt. 1992-től 1998-ig tagja volt az Európa Tanács Velencei Bizottságának. 1998 és 2002 között MTA köztestületi képviselő volt. 1995 óta a Pázmány Péter Katolikus Egyetem oktatója volt, 2000-ig a Pázmány Péter Katolikus Egyetem Jog- és Államtudományi Kar alapító dékánjaként.

## Családja
Zlinszky János és Niamessny Margit gyermeke. 1956. július 7-én Budapesten házasságot kötött Sternegg-Günther Máriával, kitől három gyermeke született: János (1957), Ferenc (1958) és Mária (1960).

## Díjai, elismerései
- Az Osztrák Tudományos Akadémia levelező tagja.
- Dabas díszpolgára[3]
- Deák Ferenc-díj (Pro renovanda cultura Hungariae) (1998)
- Akadémiai Díj (1999)
- Pro Scientia Honoris Causa Érem (2003)
- Deák Ferenc-díj (igazságügyi) (2014)[2]

## Írásai
- Az alkotmányosság alkonya. Magyar Szemle, 2007, 7. - 8. sz. 8. - 14. old.
- Keresztény erkölcs és jogászi etika, Szent István Társulat, Budapest, 2002, 200 old. ISBN 9789633614044
- Állam és jog az ősi Rómában. Akadémiai Kiadó, Budapest, 1996.

## Írások róla
- A nyolcvanesztendős Zlinszky János köszöntése Archiválva 2014. augusztus 11-i dátummal a Wayback Machine-ben